# Jentilak

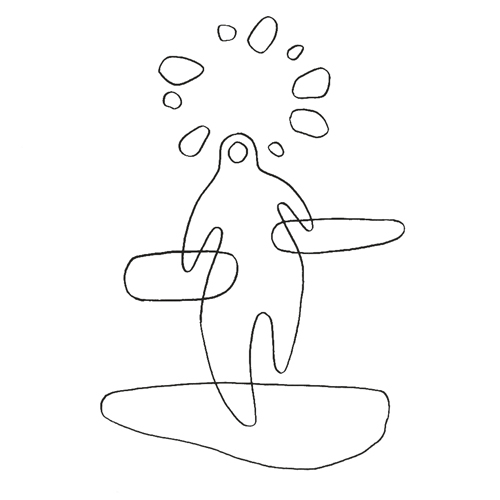
Rappresentazione stilizzata di uno Jentil

I jentilak (plurale di jentil), sono dei giganti appartenenti alla mitologia basca.
Secondo la tradizione basca, queste creature dall'indole pacifica vivevano a contatto con le popolazioni locali sin dai tempi della civiltà pre-cristiana, venendo descritti come esseri pelosi, alti tanto da poter camminare nel mare e forti al punto di poter scagliare pietre da una montagna all'altra. Quest'ultima loro propensione è stata utilizzata nelle leggende per spiegare la costruzione dei Cromlech e dei dolmen, nonché l'esistenza di grandi scogli isolati.
I racconti riportano inoltre che i jentilak aiutarono la popolazione nella Battaglia di Roncisvalle, narrata nella Chanson de Roland, dove i baschi sconfissero i Franchi lanciando pietre al loro passaggio. 
La loro fine arrivò quando una stella luminosissima apparve, rivelando la nascita di Cristo (Kixmi): essi sparirono nella terra sotto un dolmen posto nella valle Arratzaren (in Navarra). Rimase soltanto Olentzero, che si convertì al Cristianesimo e, ogni anno, scende dalle montagne la notte della Vigilia di Natale sia per annunciare la nascita di Gesù che per portare doni alla popolazione, facendolo diventare una sorta di "Babbo Natale basco".
Simili ai jentilak sono i Mairuak, giganti equivalenti maschi delle lamiak.